# Munna truncata
Munna truncata is een pissebed uit de familie Munnidae. De wetenschappelijke naam van de soort is voor het eerst geldig gepubliceerd in 1908 door Richardson.